# وارلی آلوز
وارلی آلوز (انگلیسی: Warlley Alves؛ زادهٔ ۴ ژانویهٔ ۱۹۹۱) ورزشکار هنرهای رزمی ترکیبی اهل برزیل است. وی از سال ۲۰۱۱ میلادی تاکنون مشغول فعالیت بوده‌است.